# Герб комуни Готланд
Герб комуни Готланд (швед. Gotlands kommunvapen) — символ шведської адміністративно-територіальної одиниці місцевого самоврядування комуни Готланд. 

## Історія
Агнець Божий як символ Готланду відомий ще з печаток 1280 року. Як герб лену цей знак затверджено 1936 року. Місто Вісбю вживало цей герб у червоному полі з 1943 року. 
Після адміністративно-територіальної реформи, проведеної в Швеції на початку 1970-х років, муніципальні герби стали використовуватися лишень комунами. Тому тепер цей герб представляє комуну Готланд, а не місто Вісбю. Герб комуни зареєстровано 1987 року.

## Опис (блазон)
У червоному полі срібний баран із золотими рогами та копитами, за ним — золотий хрест із червоним прапорцем зі золотою облямівкою та п'ятьма косицями.

## Зміст
Одна з версій появи баранця на гербі Готланда пов'язана з культом Святого Олафа. Аналогічний символ, але у синьому полі, використовується на гербі ландскапу та лену Готланд.